# Platytroctidae
Famille
Synonymes
- Searsiidae[2]

Les Platytroctidae sont une famille de petits poissons abyssaux de l'ordre des Osmeriformes.

## Taxonomie
Selon les sources, cette famille a été décrite par Louis Roule paramètre de Bioref « uBIO » non reconnu  en 1919 ou par Einar Koefoed (d) en 1927.

## Liste des genres
Selon World Register of Marine Species (2 novembre 2019) :
- genre Barbantus Parr, 1951
- genre Holtbyrnia Parr, 1937
- genre Matsuichthys Sazonov, 1992
- genre Maulisia Parr, 1960
- genre Mentodus Parr, 1951
- genre Mirorictus Parr, 1947
- genre Normichthys Parr, 1951
- genre Pectinantus Sazonov, 1986
- genre Persparsia Parr, 1951
- genre Platytroctes Günther, 1878
- genre Sagamichthys Parr, 1953
- genre Searsia Parr, 1937
- genre Searsioides Sazonov, 1977